# Río Naraya
El río Naraya es un curso de agua del interior de la península ibérica, afluente del Ena. Discurre por la provincia de León.

## Curso
El río, que discurre por la provincia española de León, nace en las laderas de Finolledo y Fresnedo. Después de bañar localidades como la de Camponaraya, acaba desembocando en el río Ena aguas abajo del monasterio de Santa María de Carracedo. Aparece descrito en el duodécimo volumen del Diccionario geográfico-estadístico-histórico de España y sus posesiones de Ultramar de Pascual Madoz con las siguientes palabras:

NARAYA: r. en la prov. de Leon, part. jud. de Ponferrada: nace en las laderas de Frinolledo y Fresnedo; son tantas las vueltas y revueltas que da serpenteando por el llano del Vierzo, ya unido ó ya divivido en muchos cauces, que se entrecortan y subdividen, y es tan plácida su corriente en verano, que se hace difícil averiguar á que parte dirige su curso; al llegar á Camponaraya su corriente es mas rápida y mas pronunciada su direccion al O., en la cual continúa hasta perderse en el Ena mas abajo del monast. de Caracedo: en invierno reune muchas aguas y sus avenidas son repentinas; fertiliza algunas praderas y cria algunos pececillos.
(Madoz, 1849, p. 27)